# رمزی الدهامی
رمزی الدهامی (عربی: رمزي الدهامي؛ زادهٔ ۵ ژانویهٔ ۱۹۷۲) سوارکار اهل عربستان سعودی است.
وی در مسابقات کشوری و بین‌المللی در مجموع برندهٔ ۱ مدال برنز شده‌است.